# 亨茨代爾 (密蘇里州)
亨茨代爾（英語：Huntsdale）是位於美國密蘇里州布恩縣的村。

## 人口
根據2020年美國人口普查的數據，亨茨代爾的面積為0.77平方千米，皆為陸地。當地共有人口29人，而人口密度為每平方千米38人。